# Света Троица (Плевля)
Вижте пояснителната страница за други значения на Света Троица.
„Света Троица“ (на сръбски: Манастир Света Тројица) е православен манастир на Сръбската православна църква в град Плевля, Черна гора.

## Местоположение
Манастирът е изграден в историко-географска област Източна Стара Херцеговина. Отдалечен е на 2 километра от центъра на Плевля и на 24 км от каньона Тара в Национален парк „Дурмитор“ (който е включен в Списъка на световното културно и природно наследство на ЮНЕСКО).

## Градеж
Не е известно точно кога е основан манастирът, но със сигурност е създаден преди османското завоюване на града в 1465 година.

## Култов център
Манастирът е най-важният сръбски църковно-културен център в северната част на Черна гора. Това обстоятелство е обусловено от няколко причини. Стефан Владислав издейства от сват си цар Иван Асен II пренасяне на мощите (лявата ръка с жезъла) на чичо му Растко Неманич за съхранение в манастира „Св. Троица Плевскa“. Те са положени в ковчег във вид на саркофаг.